# 馬公大山堡壘砲台
大山堡壘砲台，又稱為大山堡壘、大山砲台，台灣澎湖縣馬公市的軍事砲台遺址，位於風櫃半島上嵵裡里，始建於台灣日治時期。

## 歷史

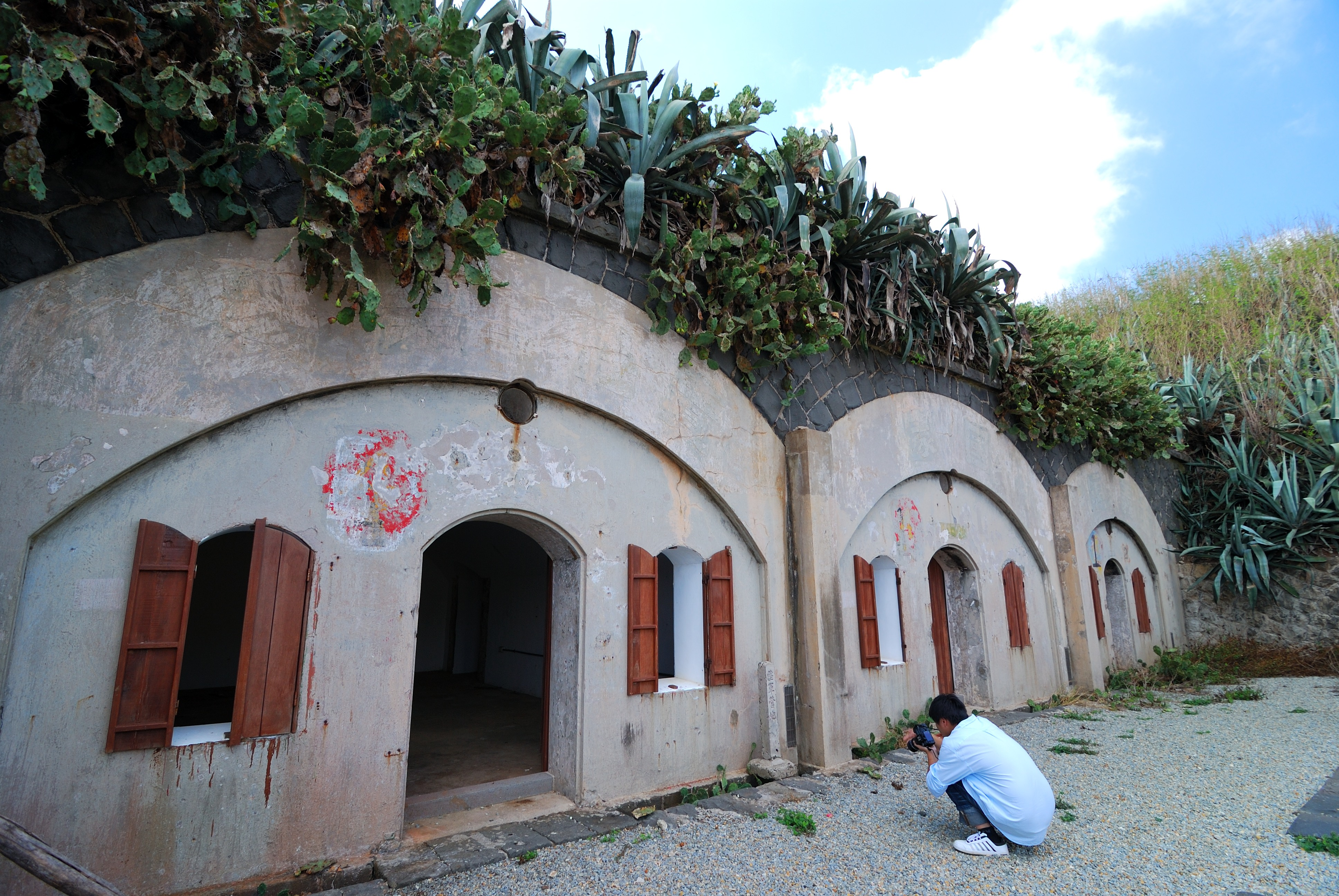
大山堡壘砲台營房

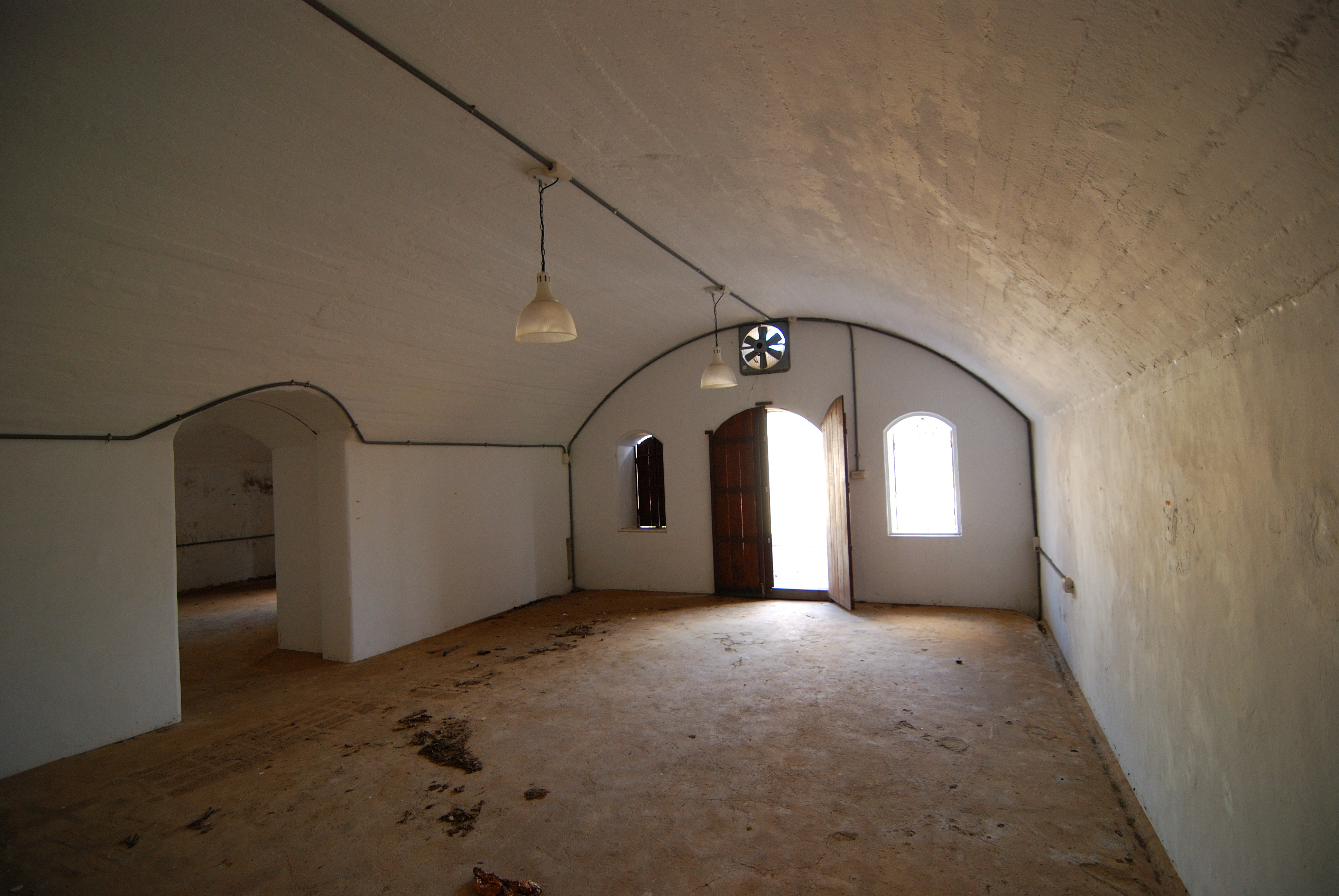
大山堡壘砲台內部照片

日軍在佔據澎湖島後，隨即起調查和測繪澎湖各砲臺之標高和配備，因為防止敵軍由西方登陸及襲擊，其中大山堡壘修建於1900年（明治33年），完工於1902年（明治35年），屬於日治時期澎湖島要塞（今陸軍澎湖防衛指揮部），由築城部澎湖島支部工程的12座堡壘砲臺之一，也是澎湖創建最早的日式砲臺。直至1933年（昭和八年）後，大山砲臺與內垵社砲臺、外垵社砲臺、母水砲臺等因澎湖島要塞軍事調整而被廢除。
第二次世界大戰結束後，大山砲台所在區域屬「陸軍總司令部台灣省營建管理所高雄分所」所有，後來變更為「管理機關陸軍總司令部」，成為青灣營區的所在地。青灣營區撤離後，軍方釋出此地移交給澎湖縣政府，2010年6月30日，大山砲台被指定為澎湖縣縣定古蹟，當前大山堡壘砲台則被劃分為青灣仙人掌公園的一部分，並提供遊客參觀。

## 設施
定著地上的古蹟本體計分兩部分，其一為建於1900年4月的本體砲臺設施，其二為增築部分（自1920年至戰後皆有）；其中外壕、砲座、胸牆、運砲坡道部分是以以半圓磨心式為基礎而設計之四座一字型排開，還設有砲側庫、觀測所、火藥支庫、彈室、彈廠、裝藥調製所、炸藥填實所、砲具庫等設施。
周邊地區則設有作息空間，如兵舍、炊事場、掩蔽部、監守衛舍、廁圊、貯水所及水井，另設有主要連絡交通路和軍道放便通往周邊的軍事要塞和其他的砲台。

## 外部連結
- 馬公大山堡壘砲台 - 澎湖知識服務平台 （页面存档备份，存于）
- 馬公大山堡壘砲臺 - 文化部iCulture-文化空間 （页面存档备份，存于）
- 馬公大山堡壘砲台 - 文化資源地理資訊系統 （页面存档备份，存于）